# Entertainment (film, 2014)
Pour l’article homonyme, voir Entertainment.
Pour plus de détails, voir Fiche technique et Distribution.
Entertainment est un film de comédie d'action indien sortie en 2014 écrit et réalisé parduo de scénariste populaire Sajid-Farhad et produit par S. Ramesh Taurani sous Conseils Industries Limited. Basé sur une histoire originale de K. Subash, le film met en vedette Akshay Kumar et Junior The Wonder Dog, avec Tamannaah, Mithun Chakraborty, Johnny Lever, Prakash Raj et Sonu Sood. Le film est sorti le 8 août 2014.

## Fiche technique
- Titre original : Entertainment
- Réalisateur : Sajid-Farhad
- Scénario : Sajid-Farhad
- Montage :
- Musique :Sachin Jigar
- Production : Ramesh S. Taurani
- Société de production : Tips Industries Limited
- Budget : 75 crore ₹
- Pays d'origine : Inde
- Langue d'origine : Hindi
- format : couleur
- Genre : Comédie dramatique et action
- Durée : 145 minutes
- Date de sortie : 8 août 2014

## Distribution
- Akshay Kumar : Akhil Pannalal Johri alias Akhil Lokhande
- Junior - The Wonder Dog : Entertainment Johri
- Tamannaah Bhatia : Saakshi Akhil Johri / Sonia / Saavitri
- Krushna Abhishek : Jugnu
- Johnny Lever : Johnny Habbibullah
- Prakash Raj : Karan Singh Johri
- Sonu Sood : Arjun Singh Johri
- Mithun Chakraborty : père de Saakshi
- Riteish Deshmukh :l'hôte de magasinage de télévision Jagtap Capsules
- Shreyas Talpade : le joueur de cricket
- Remo D'Souza : le chorégraphe
- Dalip Tahil : Pannalal Johri, Le père biologique d'Akhil et le père adaptatif du divertissement
- Vrajesh Hirjee : marié en herbe
- Darshan Jariwala : M. Lokhande, le père adoptif d'Akhil
- Hiten Tejwani : l'acteur du spectacle
- Sajid-Farhad : le commentateur
- Kashmira Shah : l'épouse de Jugnu

## Production
Alors qu'il travaillait sur Phata Poster Nikhla Hero en juin 2013, le producteur Ramesh Taurani a confirmé que le casting du film comprendra Kumar, Bhatia, Chakraborty, Sood, Prakash Raj, Lever et Abhishek, Akshay Kumar sur le divertissement.
En février 2013, Taurani a confirmé que le film mettra en vedette Kumar dans le rôle principal. La participation de Bhatia au projet a été confirmée le mois suivant. En avril, Taurani a confirmé que Sonu Sood et Prakash Raj joueraient les antagonistes et que Johnny Lever faisait également partie du projet. Sood avait agi plus tôt aux côtés de Kumar dans le drame de comédie Singh Is Kinng. Le film a été provisoirement intitulé Entertainment. Dans une interview, Sajid-Farhad a dit que Kumar les avait motivés à commencer leur carrière de réalisateur. Ils ont dit qu'ils avaient préparé le scénario de leur entreprise de réalisateur il y a longtemps. Le tournage a commencé le 3 juin 2013 à Mumbai où le tir de mahurat a été filmé.  L'acteur de télévision Hiten Tejwani a également fait une apparition spéciale en tant que présentateur de télévision. Une audition a été menée à Bangkok pour le rôle du chien-Divertissement. Un Golden Retriever nommé Wonder Dog a été choisi parmi un total de 50 chiens pour jouer le rôle. En juin 2013, les producteurs, les directeurs et Kumar ont discuté des lieux de tournage. Kumar exprime son souhait de tourner le film à Bangkok, où il avait travaillé comme serveur et formé aux arts martiaux. Les emplacements finalisés comprenaient le Baanpradhana Bungalow à Ongkuruk, le centre commercial Asiatique, la ville antique, l'université de Bangkok et la gare d'Ongkuruk.
La première du film était prévue pour le 28 mars 2014. Le 1er juillet, le tournage a commencé à Bangkok pour un calendrier de trois mois où 80% du film a été tourné, 10% restant du film était tourné à Mumbai avec une chanson à Goa à la fin de 2013. Le tournage a été terminé en avril 2014. Quelques chansons et un numéro d'article ont été tournés à Mumbai. Le Censor Board of Film Certification en Inde s'était opposé à Abdullah, le nom du personnage de Johnny Lever dans le film. L'objection du jury était basée sur le fait que le nom du personnage est sacré et qu'il a été mal prononcé par plusieurs autres personnages tout au long du film, ce qui aurait blessé les sentiments religieux des gens. Le conseil avait demandé à Sajid Farhad de changer le nom du personnage. Ils se sont conformés aux instructions du conseil et ont changé le nom en Habibullah. Les modifications ont été apportées juste une semaine avant la sortie du film. Le conseil s'était également opposé à l'utilisation du mot VIH lors d'une blague dans le film et par la suite, il a été coupé. Une autre objection du conseil était l'utilisation du trident par le personnage de Kumar dans le film. Le tir a été retiré.
Tous les costumes utilisés lors du tournage ont été donnés à l'organisation de jeunesse de Defence of Animals. Elle a vendu les vêtements aux enchères et l'argent ainsi récolté a été utilisé au profit des animaux errants. Kumar a également acheté un vêtement. L'actrice principale Tammanah Bhatia a déclaré qu'elle ferait don de tous les costumes qu'elle utilisera dans ses futurs projets cinématographiques à de telles initiatives. Plus tôt intitulé It's Entertainment, la bande-annonce du film a dévoilé le 14 mi tandis que la bande-annonce théâtrale a été libérée le 19 mai. Maneka Gandhi, politicien et activiste des droits des animaux, était l'invité principal à la cérémonie de lancement de la remorque. Les producteurs voulaient au départ que le film s'intitule Divertissement mais Amole Gupte s'était déjà inscrit pour son prochain film mais en juillet 2014, Gupte l'a fait don au Sajid-Farhad en signe d'amitié. Kumar a décidé que le crédit pour le chien Junior devrait apparaître avant le sien. Certains fraudeurs ont publié une affiche du film et ont invité les gens à assister au lancement de la musique à Birla Matoshree. Le producteur Taurani a mis en garde les gens contre les affiches de fraude. Le droit de satellite du film a été vendu à Zee TV, bien que les producteurs n'ont pas révélé le montant, les médias ont émis l'hypothèse que l'accord valait la peine ₹ 1 milliard (US $ 14 millions).

## Box-office
Divertissement a été un succès commercial, gagnant ₹ 1,03 milliard (14 millions $) dans le monde entier au box-office. Le film sorti le 8 août et recueilli ₹ 112 millions (1,6 million $) le même jour. Cependant, la performance aux multiplexes dans les régions métropolitaines était faible. Le troisième jour de sa publication, il a collecté environ 140 millions de ₹ (2,0 millions de dollars américains). Au cours de son premier week-end, il a réussi à gagner 367 millions de livres sterling (5,1 millions de dollars américains) et le site Web de films indiens Bollywood Hungama l'a déclaré le 7ème plus gros week-end d'ouverture d'Akshay Kumar. Entertainment a enregistré la neuvième collection de week-end d'ouverture la plus élevée de 2014. Dans ses 5 premiers jours de dépistage, il est recueilli autour ₹ 420 millions (5,9 millions $ US). Dans sa première semaine, le film a rapporté ₹ 565 millions (US $ 7,9 millions) au Box-office indien. Il a rapporté ₹ 155 millions (2,2 millions $ US) sur son deuxième vendredi, ce qui était une fête nationale. Le film a reçu une rude concurrence de la part de la vedette d' Ajay Devgan , Singham Returns, sortie le même jour. Le divertissement a été déclaré un film à succès et les analystes commerciaux s'attendaient à ce qu'il puisse générer un revenu brut de 700 millions de ₹ (9,8 millions de dollars) au cours de sa course totale. Dans son deuxième week-end, il a ajouté environ. 82,5 millions ₹ (1,2 million de dollars US) de plus à sa collection totale. Jusqu'à la deuxième semaine, la collection totale du film avait atteint environ. 620 millions de  ₹ (8,7 millions de dollars EU). Cependant, il a mal fonctionné pendant le troisième week-end et a recueilli environ 13,0 millions de ₹ (180 000 $ US). Le producteur du film Ramesh Taurani s'attendait à ce que le film fasse de meilleures affaires mais était satisfait de la performance globale.